# Liepgarten
Liepgarten er en by og kommune i det nordøstlige Tyskland, beliggende i Amt Am Stettiner Haff under Landkreis Vorpommern-Greifswald. Landkreis Vorpommern-Greifswald ligger i delstaten Mecklenburg-Vorpommern ved den tysk-polske grænse.

## Geografi
Liepgarten er beliggende ved sydvestenden af byen Ueckermünde. Kommunen ligger langs vestbredden af den nedre del af floden Uecker til Ueckermünder Heide. Ved udkanten af kommunen finder man det 24 meter høje Apothekerberg, det højeste punkt i området. Kommunen ligger i Naturpark Am Stettiner Haff.

### Bydele
- Liepgarten
- Jädkemühl
- Starkenloch

## Eksterne kilder og henvisninger
- Wikimedia Commons har flere filer relateret til Liepgarten
- Byens websted
- Byens side på amtets websted
- Statistik Arkiveret 3. februar 2017 hos  Wayback Machine
- Websted for Naturpark Am Stettiner Haff